# Krzysztof Kazimierz Pawłowski
Krzysztof Kazimierz Pawłowski, né le 3 mai 1934 à Varsovie, est un architecte polonais, urbaniste, spécialisé dans les questions liées à l’histoire de l’urbanisme et à la revitalisation des complexes historiques urbains. Il est l'un des fondateurs de l'école polonaise de conservation des monuments.

## Biographie

### Jeunesse et premières études
Krzysztof Kazimierz Pawłowski est né le 3 mai 1934 à Varsovie.
Diplômé de la Faculté d’architecture de l’École polytechnique de Varsovie, il obtient son doctorat en 1965.

### Carrière
De 1974 à 1982, il a été conservateur général-adjoint des Monuments historiques en Pologne.
En 1982, il reçoit le titre de professeur académique. Il est spécialisé dans les questions liées à l'histoire de l'urbanisme et à la restauration des complexes historiques urbains. Il travaille au Département de théorie et d'histoire de l'architecture et de l'urbanisme de l'Académie polonaise des sciences, à l'Institut d'histoire de la culture matérielle de l'Académie polonaise des sciences et à l'Institut d'aménagement du territoire de l'université d'origine.
Il s’établit ensuite en France pour enseigner, publie plusieurs ouvrages sur l’urbanisme en France, tels que Circulades languedociennes de l'an mille : naissance de l'urbanisme européen ou Tony Garnier pionnier de l'urbanisme du XXe siècle.
En 2000, il devient professeur titulaire à la Faculté de génie civil, d'architecture et de génie de l'environnement de l'Université de technologie de Lodz. Il deviendra directeur de l'Institut d'architecture et d'urbanisme de cette université. Par ailleurs, il siègera depuis 2001 au Comité d’architecture et d’urbanisme de l’Académie polonaise des sciences. Il continue également d’enseigner à l’Université de technologie de Lublin.
Maintes fois décoré, Pawlowski a notamment reçu un doctorat honorifique de l’Université polytechnique de Lviv (2009), a été nommé Chevalier et officier de l’ordre français des Arts et des Lettres (2011) et s’est vu remettre la médaille du Mérite culturel polonais, Gloria Artis (2015) et le prix Vitruvius du l’Académie polonaise des sciences (2018). Outre ses nombreuses réalisations académiques, Krzysztof Pawlowski a grandement contribué à la conservation du patrimoine culturel en Pologne et à l’international. À cet égard, il a réalisé plusieurs missions pour l’UNESCO en Europe, en Afrique et en Asie. Deux fois président d’ICOMOS Pologne (1981-1984 et 1993-2002), il a également été vice-président d’ICOMOS International. Il a connu les toutes premières sessions du Comité du patrimoine mondial, d’abord en tant que vice-président du Comité (1977) puis comme rapporteur (1978).
Il a également été conseiller du Premier ministre Jerzy Buzek sur le patrimoine national (1999-2001), conservateur général des monuments (1999), ainsi que président du comité polonais de l'ICOMOS (1993-2003). En tant qu'expert, il a coopéré avec l'UNESCO à la protection du patrimoine national dans les pays européens, africains et asiatiques.

## Publications
- Christophe Pawlowski, Tony Garnier et les débuts de l'urbanisme en France, Paris, éd. Centre de recherche d'urbanisme, 1967, 241 p.[4]
- C. Krzysztof Pawlowski, Tony Garnier : Pionnier de l'urbanisme du XXe siècle, Lyon, éd. Les créations du pélican, 1993, 192 p. (ISBN 978-2-903696-58-0)
- Krzysztof Pawlowski, Circulades languedociennes de l'an mille : Naissance de l'urbanisme européen, Montpellier, éd. Presses du Languedoc, 1992, 220 p. (ISBN 2-85998-095-4)

## Prix et distinctions
- Croix du Commandeur de l'Ordre de Polonia Restituta (2013)[1]
- Médaille d'or du mérite à la culture Gloria Artis (2015)[1]
- Médaille du Comité national d'éducation[1]
- Chevalier de l'ordre des Arts et des Lettres (1989)[1]
- Médaille décernée par l'association géographique française[1]
- Prix professeur Aleksander Gieysztor (2006)[1]